# 日本のアニメ映画作品一覧 (2000年代)
- 映画 > 映画の一覧 > 日本の映画作品一覧 > 日本のアニメ映画作品一覧 > 日本のアニメ映画作品一覧 (2000年代)
- アニメ > アニメーション映画 > 日本のアニメ映画作品一覧 > 日本のアニメ映画作品一覧 (2000年代)
- アニメ > アニメ作品一覧 > 日本のアニメ映画作品一覧 > 日本のアニメ映画作品一覧 (2000年代)

日本のアニメ映画作品一覧 (2000年代)では、日本で制作されたアニメ映画の2000年から2009年にかけて公開された一覧を年代順に記載。
記載の凡例については日本のアニメ映画作品一覧#凡例を参照
| あ行 | か行 | さ行 | た行 | な行 | は行 | ま行 | や行 | ら行 | わ行 |
| ---- | ---- | ---- | ---- | ---- | ---- | ---- | ---- | ---- | ---- |
| あ   | か   | さ   | た   | な   | は   | ま   | や   | ら   | わ   |
| い   | き   | し   | ち   | に   | ひ   | み   |      | り   | ゐ   |
| う   | く   | す   | つ   | ぬ   | ふ   | む   | ゆ   | る   |      |
| え   | け   | せ   | て   | ね   | へ   | め   |      | れ   | ゑ   |
| お   | こ   | そ   | と   | の   | ほ   | も   | よ   | ろ   | を   |

| その他 目次 | アニメ+実写・未公開/合作 |

| 1910年代-1950年代 | 1910年代・1920年代・1930年代・1940年代・1950年代           |
| 1960年代          | 1960・1961・1962・1963・1964・1965・1966・1967・1968・1969 |
| 1970年代          | 1970・1971・1972・1973・1974・1975・1976・1977・1978・1979 |
| 1980年代          | 1980・1981・1982・1983・1984・1985・1986・1987・1988・1989 |
| 1990年代          | 1990・1991・1992・1993・1994・1995・1996・1997・1998・1999 |
| 2000年代          | 2000・2001・2002・2003・2004・2005・2006・2007・2008・2009 |
| 2010年代          | 2010・2011・2012・2013・2014・2015・2016・2017・2018・2019 |
| 2020年代          | 2020・2021・2022・2023・2024・2025・2026・2027・2028・2029 |

| 目次 | • 脚注• 注釈• 出典• 参考リンク |

## 2000年
| 公開年月日     | 作品名                                                                                | 上映時間 | 監督                                     | 制作               |
| -------------- | ------------------------------------------------------------------------------------- | -------- | ---------------------------------------- | ------------------ |
| 2000年3月4日   | デジモンアドベンチャー ぼくらのウォーゲーム!                                          | 41分     | 細田守                                   | 東映アニメーション |
| 2000年3月4日   | ONE PIECE                                                                             | 51分     | 志水淳児                                 | 東映アニメーション |
| 2000年3月11日  | おばあちゃんの思い出                                                                  | 27分     | 渡辺歩                                   | シンエイ動画       |
| 2000年3月11日  | ザ☆ドラえもんズ ドキドキ機関車大爆走!                                                 | 17分     | 錦織博                                   | シンエイ動画       |
| 2000年3月11日  | 映画 ドラえもん のび太の太陽王伝説                                                    | 92分     | 芝山努                                   | シンエイ動画       |
| 2000年4月22日  | 映画 クレヨンしんちゃん 嵐を呼ぶジャングル                                            | 80分     | 原恵一                                   | シンエイ動画       |
| 2000年4月22日  | 名探偵コナン 瞳の中の暗殺者                                                           | 100分    | こだま兼嗣                               | 東京ムービー       |
| 2000年6月3日   | 人狼 JIN-ROH                                                                          | 98分     | 沖浦啓之                                 | Production I.G     |
| 2000年6月24日  | ESCAFLOWNE                                                                            | 95分     | 赤根和樹                                 | サンライズ         |
| 2000年7月8日   | おジャ魔女どれみ♯                                                                     | 27分     | 五十嵐卓哉                               | 東映アニメーション |
| 2000年7月8日   | デジモンアドベンチャー02 前編 デジモンハリケーン上陸/後編 超絶進化!黄金のデジメンタル | 65分     | 山内重保                                 | 東映アニメーション |
| 2000年7月8日   | ピチューとピカチュウ                                                                  | 24分     | 湯山邦彦                                 | OLM                |
| 2000年7月8日   | 劇場版 ポケットモンスター 結晶塔の帝王 ENTEI                                          | 74分     | 湯山邦彦                                 | OLM                |
| 2000年7月15日  | 映画 おじゃる丸 約束の夏 おじゃるとせみら                                             | 47分     | 大地丙太郎                               | スタジオぎゃろっぷ |
| 2000年7月15日  | 劇場版 カードキャプターさくら 封印されたカード                                        | 82分     | 浅香守生                                 | マッドハウス       |
| 2000年7月15日  | 劇場版 ケロちゃんにおまかせ!                                                          | 10分     | 小島正幸                                 | マッドハウス       |
| 2000年7月15日  | 劇場版 六門天外モンコレナイト〜伝説のファイアドラゴン〜                               | 32分     | 青木康直                                 | スタジオディーン   |
| 2000年7月22日  | 風を見た少年 The Boy Who Saw The Wind                                                 | 97分     | 大森一樹                                 | ブレインズ・ベース |
| 2000年7月29日  | それいけ!アンパンマン 人魚姫のなみだ                                                  | 56分     | 永丘昭典                                 | 東京ムービー       |
| 2000年7月29日  | やきそばパンマンとブラックサボテンマン                                                | 25分     | 大賀俊二                                 | 東京ムービー       |
| 2000年7月      | デジモンアドベンチャー3D デジモングランプリ!                                          | 7分      | 細田守（演出）                           | 東映アニメーション |
| 2000年8月5日   | The AURORA 海のオーロラ                                                               | 91分     | 菅野嘉則                                 |                    |
| 2000年10月7日  | アレクサンダー戦記 劇場版                                                             | 75分     | 兼森義則、りんたろう                     | マッドハウス       |
| 2000年10月21日 | ああっ女神さまっ                                                                      | 105分    | 合田浩章                                 | AIC                |
| 2000年10月21日 | エクスドライバー Clip                                                                 | 5分      | 川越淳                                   | アクタス           |
| 2000年10月28日 | 太陽の法 エル・カンターレへの道                                                       | 104分    | 石山貴明（アニメーション・ディレクター） | グループ・タック   |
| 2000年11月18日 | BLOOD THE LAST VAMPIRE                                                                | 48分     | 北久保弘之                               | I.G PLUS           |

## 2001年
| 公開年月日     | 作品名                                                     | 上映時間 | 監督       | 制作                 |
| -------------- | ---------------------------------------------------------- | -------- | ---------- | -------------------- |
| 2001年1月13日  | 頭文字D Third Stage                                        | 103分    | 山口史嗣   | スタジオディーン     |
| 2001年3月3日   | ジャンゴのダンスカーニバル                                 | 6分      | 西尾大介   | 東映アニメーション   |
| 2001年3月3日   | デジモンアドベンチャー02 ディアボロモンの逆襲              | 30分     | 今村隆寛   | 東映アニメーション   |
| 2001年3月3日   | ONE PIECE ねじまき島の冒険                                 | 55分     | 志水淳児   | 東映アニメーション   |
| 2001年3月10日  | がんばれ!ジャイアン!!                                      | 26分     | 渡辺歩     | シンエイ動画         |
| 2001年3月10日  | 映画 ドラえもん のび太と翼の勇者たち                       | 91分     | 芝山努     | シンエイ動画         |
| 2001年3月10日  | ドラミ&ドラえもんズ 宇宙ランド危機イッパツ!                | 16分     | 錦織博     | シンエイ動画         |
| 2001年4月21日  | 映画 クレヨンしんちゃん 嵐を呼ぶ モーレツ!オトナ帝国の逆襲 | 89分     | 原恵一     | シンエイ動画         |
| 2001年4月21日  | VAMPIRE HUNTER D                                           | 102分    | 川尻善昭   | マッドハウス         |
| 2001年4月21日  | 名探偵コナン 天国へのカウントダウン                        | 100分    | こだま兼嗣 | 東京ムービー         |
| 2001年5月26日  | METROPOLIS                                                 | 107分    | りんたろう | マッドハウス         |
| 2001年7月7日   | ピカチュウのドキドキかくれんぼ                             | 23分     | 湯山邦彦   | OLM                  |
| 2001年7月7日   | 劇場版 ポケットモンスター セレビィ 時を超えた遭遇          | 75分     | 湯山邦彦   | OLM                  |
| 2001年7月14日  | 怪傑ナガネギマンとやきそばパンマン                         | 20分     | 大賀俊二   | 東京ムービー         |
| 2001年7月14日  | キン肉マンII世                                             | 25分     | 小村敏明   | 東映アニメーション   |
| 2001年7月14日  | それいけ!アンパンマン ゴミラの星                           | 51分     | 大賀俊二   | 東京ムービー         |
| 2001年7月14日  | デジモンテイマーズ 冒険者たちの戦い                        | 50分     | 今沢哲男   | 東映アニメーション   |
| 2001年7月14日  | も〜っと!おジャ魔女どれみ カエル石のひみつ                 | 26分     | 山内重保   | 東映アニメーション   |
| 2001年7月20日  | 千と千尋の神隠し                                           | 125分    | 宮崎駿     | スタジオジブリ       |
| 2001年7月21日  | アリーテ姫                                                 | 105分    | 片渕須直   | STUDIO 4℃            |
| 2001年8月18日  | いのちの地球 ダイオキシンの夏                              | 82分     | 出﨑哲     | マジックバス         |
| 2001年8月18日  | 劇場版 幻想魔伝 最遊記 Requiem 選ばれざる者への鎮魂歌      | 100分    | 伊達勇登   | スタジオぴえろ       |
| 2001年9月1日   | COWBOY BEBOP 天国の扉                                      | 115分    | 渡辺信一郎 | ボンズ               |
| 2001年10月1日  | くじらとり                                                 | 16分     | 宮崎駿     | スタジオジブリ       |
| 2001年10月6日  | シャム猫 -ファーストミッション-                            | 90分     | 細田雅弘   | 武遊                 |
| 2001年10月31日 | ARMITAGE DUAL-MATRIX                                       | 90分     | 秋山勝仁   | AIC                  |
| 2001年12月15日 | 映画 犬夜叉 時代を越える想い                               | 100分    | 篠原俊哉   | サンライズ           |
| 2001年12月15日 | 劇場版 とっとこハム太郎 ハムハムランド大冒険               | 51分     | 出崎統     | 東京ムービー         |
| 2001年12月22日 | あずまんが大王 THE ANIMATION                               | 6分      | 錦織博     | J.C.STAFF            |
| 2001年12月22日 | サクラ大戦 活動写真                                        | 85分     | 本郷みつる | Production I.G       |
| 2001年12月22日 | スレイヤーズぷれみあむ                                     | 30分     | 佐藤順一   | ハルフィルムメーカー |
| 2001年12月22日 | Di Gi Charat 星の旅                                        | 22分     | 桜井弘明   | マッドハウス         |

## 2002年
| 公開年月日     | 作品名                                                        | 上映時間 | 監督                 | 制作                             |
| -------------- | ------------------------------------------------------------- | -------- | -------------------- | -------------------------------- |
| 2002年2月2日   | ほしのこえ                                                    | 25分     | 新海誠               |                                  |
| 2002年2月9日   | ∀ガンダム I 地球光                                            | 129分    | 富野由悠季（総監督） | サンライズ                       |
| 2002年2月9日   | ∀ガンダム II 月光蝶                                           | 129分    | 富野由悠季（総監督） | サンライズ                       |
| 2002年3月2日   | デジモンテイマーズ 暴走デジモン特急                           | 30分     | 中村哲治             | 東映アニメーション               |
| 2002年3月2日   | ONE PIECE 珍獣島のチョッパー王国                              | 56分     | 志水淳児             | 東映アニメーション               |
| 2002年3月2日   | ONE PIECE 夢のサッカー王!                                     | 6分      | 境宗久               | 東映アニメーション               |
| 2002年3月9日   | ザ☆ドラえもんズ ゴール!ゴール!ゴール!!                        | 7分      | やすみ哲夫           | シンエイ動画                     |
| 2002年3月9日   | 映画 ドラえもん のび太とロボット王国                          | 80分     | 芝山努               | シンエイ動画                     |
| 2002年3月9日   | ぼくの生まれた日                                              | 26分     | 渡辺歩               | シンエイ動画                     |
| 2002年3月16日  | パルムの樹                                                    | 136分    | なかむらたかし       | パルムスタジオ                   |
| 2002年3月30日  | WXIII PATLABOR THE MOVIE 3                                    | 100分    | 高山文彦（総監督）   | マッドハウス                     |
| 2002年3月30日  | ミニパト 第1話「吼えろ リボルバーカノン!」                    | 14分     | 神山健治             | Production I.G                   |
| 2002年4月6日   | ミニパト 第2話「あヽ栄光の98式AV!」                           | 12分     | 神山健治             | Production I.G                   |
| 2002年4月13日  | ミニパト 第3話「特車二課の秘密!」                             | 12分     | 神山健治             | Production I.G                   |
| 2002年4月20日  | éX-D エクスドライバー the Movie                               | 62分     | 西森章               | アクタス                         |
| 2002年4月20日  | éX-D Nina＆Rei Danger Zone                                    | 27分     | ワタナベシンイチ     | アクタス                         |
| 2002年4月20日  | 映画 クレヨンしんちゃん 嵐を呼ぶ アッパレ!戦国大合戦          | 95分     | 原恵一               | シンエイ動画                     |
| 2002年4月20日  | 名探偵コナン ベイカー街の亡霊                                 | 107分    | こだま兼嗣           | 東京ムービー                     |
| 2002年7月6日   | シックス・エンジェルズ                                        | 95分     | 小林誠（総監督）     | エイティーワン・エンタテイメント |
| 2002年7月13日  | それいけ!アンパンマン ロールとローラ うきぐも城のひみつ       | 50分     | 大賀俊二             | 東京ムービー                     |
| 2002年7月13日  | 鉄火のマキちゃんと金のかまめしどん                            | 20分     | 大賀俊二             | 東京ムービー                     |
| 2002年7月13日  | ピカ☆ピカ星空キャンプ                                         | 23分     | 湯山邦彦             | OLM                              |
| 2002年7月13日  | 劇場版 ポケットモンスター 水の都の護神 ラティアスとラティオス | 72分     | 湯山邦彦             | OLM                              |
| 2002年7月20日  | ギブリーズ episode2                                           | 25分     | 百瀬義行             | スタジオギブリ                   |
| 2002年7月20日  | キン肉マンII世 マッスル人参争奪!超人大戦争                    | 40分     | 小村敏明             | 東映アニメーション               |
| 2002年7月20日  | 激闘!クラッシュギアTURBO カイザバーンの挑戦!                  | 21分     | 近藤信宏             | サンライズ                       |
| 2002年7月20日  | デジモンフロンティア 古代デジモン復活!!                       | 40分     | 今村隆寛             | 東映アニメーション               |
| 2002年7月20日  | 猫の恩返し                                                    | 75分     | 森田宏幸             | スタジオジブリ                   |
| 2002年8月5日   | アテルイ                                                      | 93分     | 出﨑哲               | マジックバス                     |
| 2002年8月10日  | ぼのぼの クモモの木のこと                                     | 61分     | クマガイコウキ       | アイ・エム・オー                 |
| 2002年8月17日  | 爆転シュート ベイブレード THE MOVIE 激闘!!タカオVS大地        | 70分     | 竹内啓雄（総監督）   | 日本アニメディア                 |
| 2002年9月14日  | 千年女優                                                      | 87分     | 今敏                 | マッドハウス                     |
| 2002年10月19日 | TAMALA2010 a punk cat in space                                | 92分     | t.o.L                | キネティック                     |
| 2002年10月19日 | Pia♥キャロットへようこそ!! 劇場版 〜さやかの恋物語〜          | 50分     | ムトウユージ         | アイムーヴ                       |
| 2002年10月19日 | 夢かける高原 清里の父 ポール・ラッシュ                        | 97分     | 出﨑哲               | マジックバス                     |
| 2002年12月14日 | 劇場版 とっとこハム太郎 ハムハムハムージャ! 幻のプリンセス    | 55分     | 出崎統               | 東京ムービー                     |
| 2002年12月21日 | 映画 犬夜叉 鏡の中の夢幻城                                    | 99分     | 篠原俊哉             | サンライズ                       |

## 2003年
| 公開年月日     | 作品名                                                                              | 上映時間 | 監督             | 制作               |
| -------------- | ----------------------------------------------------------------------------------- | -------- | ---------------- | ------------------ |
| 2003年3月1日   | ONE PIECE THE MOVIE デッドエンドの冒険                                              | 95分     | 宇田鋼之介       | 東映アニメーション |
| 2003年3月8日   | 映画 ドラえもん のび太とふしぎ風使い                                                | 83分     | 芝山努           | シンエイ動画       |
| 2003年3月8日   | Pa-Pa-Pa ザ★ムービー パーマン                                                       | 32分     | 渡辺歩           | シンエイ動画       |
| 2003年4月19日  | 映画 クレヨンしんちゃん 嵐を呼ぶ 栄光のヤキニクロード                               | 88分     | 水島努           | シンエイ動画       |
| 2003年4月19日  | 名探偵コナン 迷宮の十字路                                                           | 107分    | こだま兼嗣       | 東京ムービー       |
| 2003年4月19日  | ラーゼフォン 多元変奏曲                                                             | 116分    | 出渕裕（総監督） | ボンズ             |
| 2003年7月12日  | 怪傑ナガネギマンとドレミ姫                                                          | 20分     | 篠原俊哉         | 東京ムービー       |
| 2003年7月12日  | それいけ!アンパンマン ルビーの願い                                                  | 50分     | 矢野博之         | 東京ムービー       |
| 2003年7月19日  | おどるポケモンひみつ基地                                                            | 23分     | 湯山邦彦         | OLM                |
| 2003年7月19日  | 劇場版 ポケットモンスター アドバンスジェネレーション 七夜の願い星 ジラーチ          | 81分     | 湯山邦彦         | OLM                |
| 2003年7月23日  | もも子、かえるの歌がきこえるよ。                                                    | 80分     | 四分一節子       | マジックバス       |
| 2003年7月26日  | 茄子 アンダルシアの夏                                                               | 46分     | 高坂希太郎       | マッドハウス       |
| 2003年10月11日 | 黄金の法 エル・カンターレの歴史観                                                   | 110分    | 石山貴明         | グループ・タック   |
| 2003年11月8日  | 東京ゴッドファーザーズ                                                              | 92分     | 今敏             | マッドハウス       |
| 2003年12月6日  | 映画 あたしンち                                                                     | 90分     | やすみ哲夫       | シンエイ動画       |
| 2003年12月13日 | 劇場版 とっとこハム太郎 ハムハムグランプリン オーロラ谷の奇跡 リボンちゃん危機一髪! | 53分     | 出崎統           | 東京ムービー       |
| 2003年12月20日 | 映画 犬夜叉 天下覇道の剣                                                            | 98分     | 篠原俊哉         | サンライズ         |
| 2003年12月20日 | こちら葛飾区亀有公園前派出所 THE MOVIE2 UFO襲来! トルネード大作戦!!                 | 100分    | 高松信司         | ぎゃろっぷ         |

## 2004年
| 公開年月日     | 作品名                                                                       | 上映時間 | 監督         | 制作                   |
| -------------- | ---------------------------------------------------------------------------- | -------- | ------------ | ---------------------- |
| 2004年1月16日  | DEAD LEAVES                                                                  | 52分     | 今石洋之     | Production I.G         |
| 2004年2月14日  | 聖闘士星矢 天界編 序奏〜overture〜                                           | 83分     | 山内重保     | 東映アニメーション     |
| 2004年2月21日  | NITABOH 仁太坊-津軽三味線始祖外聞                                            | 100分    | 西澤昭男     | ワオワールド           |
| 2004年3月6日   | INNOCENCE                                                                    | 99分     | 押井守       | Production I.G         |
| 2004年3月6日   | 映画 ドラえもん のび太のワンニャン時空伝                                     | 84分     | 芝山努       | シンエイ動画           |
| 2004年3月6日   | DORAEMON THE MOVIE 25th ANNIVERSARY                                          | 5分      | 本郷みつる   | シンエイ動画           |
| 2004年3月6日   | Pa-Pa-Pa ザ★ムービー パーマン タコDEポン!アシHAポン!                         | 33分     | 渡辺歩       | シンエイ動画           |
| 2004年3月6日   | ONE PIECE 呪われた聖剣                                                       | 100分    | 竹之内和久   | 東映アニメーション     |
| 2004年3月6日   | ONE PIECE めざせ!海賊野球王                                                  | 6分      | 貝澤幸男     | 東映アニメーション     |
| 2004年4月17日  | APPLESEED                                                                    | 103分    | 荒牧伸志     | デジタル・フロンティア |
| 2004年4月17日  | 映画 クレヨンしんちゃん 嵐を呼ぶ!夕陽のカスカベボーイズ                      | 96分     | 水島努       | シンエイ動画           |
| 2004年4月17日  | 名探偵コナン 銀翼の奇術師                                                    | 107分    | 山本泰一郎   | 東京ムービー           |
| 2004年5月29日  | ポータブル空港                                                               | （不明） | 百瀬ヨシユキ | スタジオカジノ         |
| 2004年7月17日  | スチームボーイ                                                               | 126分    | 大友克洋     | サンライズ             |
| 2004年7月17日  | それいけ!アンパンマン 夢猫の国のニャニイ                                     | 50分     | 矢野博之     | 東京ムービー           |
| 2004年7月17日  | つきことしらたま〜ときめきダンシング〜                                       | 20分     | 日巻裕二     | 東京ムービー           |
| 2004年7月17日  | 劇場版 ポケットモンスター アドバンスジェネレーション 裂空の訪問者 デオキシス | 101分    | 湯山邦彦     | OLM                    |
| 2004年7月19日  | 機動戦士ガンダム MS IGLOO 1年戦争秘録 1話/2話                                | 56分     | 今西隆志     | サンライズ             |
| 2004年8月7日   | 劇場版 金色のガッシュベル!! 101番目の魔物                                    | 85分     | 志水淳児     | 東映アニメーション     |
| 2004年8月7日   | マインド・ゲーム                                                             | 103分    | 湯浅政明     | STUDIO 4℃              |
| 2004年8月21日  | 劇場版 NARUTO-ナルト- 大活劇!雪姫忍法帖だってばよ!!                          | 83分     | 岡村天斎     | ぴえろ                 |
| 2004年8月21日  | 劇場版 NARUTO-ナルト- 木ノ葉の里の大うん動会                                 | 11分     | 伊達勇登     | ぴえろ                 |
| 2004年11月3日  | 機動戦士ガンダム MS IGLOO 1年戦争秘録 3話                                    | 28分     | 今西隆志     | サンライズ             |
| 2004年11月20日 | 雲のむこう、約束の場所                                                       | 91分     | 新海誠       | コミックス・ウェーブ   |
| 2004年11月20日 | ハウルの動く城                                                               | 119分    | 宮崎駿       | スタジオジブリ         |
| 2004年12月23日 | 映画 犬夜叉 紅蓮の蓬莱島                                                     | 86分     | 篠原俊哉     | サンライズ             |
| 2004年12月23日 | 劇場版 とっとこハム太郎 はむはむぱらだいちゅ! ハム太郎とふしぎのオニの絵本塔 | 41分     | 出崎統       | 東京ムービー           |

## 2005年
| 公開年月日     | 作品名                                                                           | 上映時間 | 監督                 | 制作                       |
| -------------- | -------------------------------------------------------------------------------- | -------- | -------------------- | -------------------------- |
| 2005年1月29日  | 劇場版 テニスの王子様 二人のサムライ The First Game                              | 65分     | 浜名孝行             | Production I.G             |
| 2005年1月29日  | 劇場版 テニスの王子様 跡部からの贈り物 〜君に捧げるテニプリ祭り〜                | 29分     | 浜名孝行             | トランス・アーツ           |
| 2005年2月5日   | AIR                                                                              | 90分     | 出崎統               | 東映アニメーション         |
| 2005年2月19日  | キノの旅 the Beautiful World 何かをするために -life goes on.-                    | 30分     | 渡部高志             | A.C.G.T                    |
| 2005年3月5日   | ONE PIECE THE MOVIE オマツリ男爵と秘密の島                                       | 91分     | 細田守               | 東映アニメーション         |
| 2005年3月12日  | 劇場版 デュエル・マスターズ 闇の城の魔龍凰                                       | 48分     | 鈴木輪流郎           | スタジオ雲雀               |
| 2005年3月12日  | 劇場版 ロックマンエグゼ 光と闇の遺産                                             | 48分     | 加戸誉夫             | XEBEC                      |
| 2005年4月9日   | 名探偵コナン 水平線上の陰謀                                                      | 108分    | 山本泰一郎           | 東京ムービー               |
| 2005年4月16日  | 映画 クレヨンしんちゃん 伝説を呼ぶブリブリ 3分ポッキリ大進撃                     | 92分     | ムトウユージ         | シンエイ動画               |
| 2005年4月16日  | 映画 ふたりはプリキュア Max Heart                                                | 70分     | 志水淳児             | 東映アニメーション         |
| 2005年5月14日  | ガラスのうさぎ                                                                   | 84分     | 四分一節子           | マジックバス               |
| 2005年5月28日  | 機動戦士Ζガンダム A New Translation 星を継ぐ者                                   | 95分     | 富野由悠季（総監督） | サンライズ                 |
| 2005年7月16日  | くろゆき姫とモテモテばいきんまん                                                 | 20分     | 難波日登志           | 東京ムービー               |
| 2005年7月16日  | それいけ!アンパンマン ハピーの大冒険                                             | 50分     | 矢野博之             | 東京ムービー               |
| 2005年7月16日  | 劇場版 ポケットモンスター アドバンスジェネレーション ミュウと波導の勇者 ルカリオ | 102分    | 湯山邦彦             | OLM                        |
| 2005年7月23日  | 劇場版 鋼の錬金術師 シャンバラを征く者                                           | 105分    | 水島精二             | ボンズ                     |
| 2005年7月29日  | 名探偵コナン コナンvsキッド SHARK & JEWEL                                        | 16分     | 佐藤真人             | 東京ムービー               |
| 2005年8月6日   | 劇場版 金色のガッシュベル!! メカバルカンの来襲                                   | 84分     | 五十嵐卓哉           | 東映アニメーション         |
| 2005年8月6日   | 劇場版 NARUTO-ナルト- 大激突!幻の地底遺跡だってばよ                              | 96分     | 川崎博嗣             | studioぴえろ               |
| 2005年8月20日  | 劇場版 ツバサ・クロニクル 年代記 鳥カゴの国の姫君                                | 34分     | 川崎逸朗             | Production I.G             |
| 2005年8月20日  | 劇場版 ×××HOLiC 真夏ノ夜ノ夢                                                     | 60分     | 水島努               | Production I.G             |
| 2005年9月1日   | ASTRO BOY 鉄腕アトム 10万光年の来訪者・IGZA                                      | 40分     | 竹内啓雄             |                            |
| 2005年9月9日   | NAGASAKI 1945 アンゼラスの鐘                                                     | 80分     | 有原誠治             | 虫プロダクション           |
| 2005年9月10日  | 空飛ぶ都市計画                                                                   | 5分      | 百瀬ヨシユキ         | スタジオカジノ             |
| 2005年10月29日 | 機動戦士ΖガンダムII A New Translation 恋人たち                                   | 98分     | 富野由悠季（総監督） | サンライズ                 |
| 2005年11月5日  | 惑星大怪獣ネガドン                                                               | 25分     | 粟津順               | スタジオマガラ             |
| 2005年12月10日 | あらしのよるに                                                                   | 106分    | 杉井ギサブロー       | グループ・タック           |
| 2005年12月10日 | 映画 ふたりはプリキュア Max Heart 2 雪空のともだち                               | 71分     | 志水淳児             | 東映アニメーション         |
| 2005年12月17日 | 劇場版 甲虫王者ムシキング グレイテストチャンピオンへの道                         | 50分     | 大賀俊二             | トムス・エンタテインメント |
| 2005年12月17日 | Dr.ピノコの森の冒険                                                              | 7分      | 桑原智               | 手塚プロダクション         |
| 2005年12月17日 | ブラック・ジャック ふたりの黒い医者                                              | 93分     | 手塚眞               | 手塚プロダクション         |

## 2006年
| 公開年月日     | 作品名                                                                                       | 上映時間 | 監督                 | 制作                       |
| -------------- | -------------------------------------------------------------------------------------------- | -------- | -------------------- | -------------------------- |
| 2006年1月7日   | 銀色の髪のアギト                                                                             | 95分     | 杉山慶一             | GONZO                      |
| 2006年3月4日   | 機動戦士ΖガンダムIII A New Translation 星の鼓動は愛                                          | 99分     | 富野由悠季（総監督） | サンライズ                 |
| 2006年3月4日   | 映画 ドラえもん のび太の恐竜2006                                                             | 106分    | 楠葉宏三（総監督）   | シンエイ動画               |
| 2006年3月4日   | ONE PIECE THE MOVIE カラクリ城のメカ巨兵                                                     | 95分     | 宇田鋼之介           | 東映アニメーション         |
| 2006年3月11日  | 超劇場版 ケロロ軍曹                                                                          | 60分     | 佐藤順一（総監督）   | サンライズ                 |
| 2006年3月11日  | 真救世主伝説 北斗の拳 ラオウ伝 殉愛の章                                                      | 94分     | 今村隆寛             | トムス・エンタテインメント |
| 2006年3月11日  | まじめにふまじめ かいけつゾロリ なぞのお宝大さくせん                                         | 53分     | 亀垣一               | サンライズ、亜細亜堂       |
| 2006年4月15日  | 映画 クレヨンしんちゃん 伝説を呼ぶ 踊れ!アミーゴ!                                            | 92分     | ムトウユージ         | シンエイ動画               |
| 2006年4月15日  | 名探偵コナン 探偵たちの鎮魂歌                                                                | 111分    | 山本泰一郎           | 東京ムービー               |
| 2006年7月8日   | ブレイブ ストーリー                                                                          | 111分    | 千明孝一             | GONZO                      |
| 2006年7月15日  | コキンちゃんとあおいなみだ                                                                   | 20分     | 日巻裕二             | 東京ムービー               |
| 2006年7月15日  | それいけ!アンパンマン いのちの星のドーリィ                                                   | 51分     | 矢野博之             | 東京ムービー               |
| 2006年7月15日  | 時をかける少女                                                                               | 100分    | 細田守               | マッドハウス               |
| 2006年7月15日  | 劇場版 ポケットモンスター アドバンスジェネレーション ポケモンレンジャーと蒼海の王子 マナフィ | 108分    | 湯山邦彦             | OLM                        |
| 2006年7月28日  | 名探偵コナン コナンvsキッド 漆黒の狙撃者                                                     | 17分     | 佐藤真人             | 東京ムービー               |
| 2006年7月29日  | ゲド戦記                                                                                     | 115分    | 宮崎吾朗             | スタジオジブリ             |
| 2006年7月      | デジモンセイバーズ3D デジタルワールド危機イッパツ!                                           | 7分      | 中村哲治（演出）     | 東映アニメーション         |
| 2006年8月5日   | 劇場版 NARUTO-ナルト- 大興奮!みかづき島のアニマル騒動だってばよ                              | 95分     | 都留稔幸             | studioぴえろ               |
| 2006年8月19日  | 劇場版 遙かなる時空の中で 舞一夜                                                             | 104分    | 篠原俊哉             | ゆめ太カンパニー           |
| 2006年9月30日  | 永遠の法 The Laws of Eternity                                                                | 113分    | 今掛勇               | グループタック             |
| 2006年10月1日  | トップをねらえ! 劇場版                                                                       | 95分     | 庵野秀明             | GAINAX                     |
| 2006年10月1日  | トップをねらえ2! 劇場版                                                                      | 95分     | 鶴巻和哉             | GAINAX                     |
| 2006年11月25日 | Paprika                                                                                      | 90分     | 今敏                 | マッドハウス               |
| 2006年12月9日  | デジモンセイバーズ THE MOVIE 究極パワー! バーストモード発動!!                                | 20分     | 長峯達也             | 東映アニメーション         |
| 2006年12月9日  | 映画 ふたりはプリキュア Splash☆Star チクタク危機一髪!                                        | 50分     | 志水淳児             | 東映アニメーション         |
| 2006年12月16日 | 劇場版 どうぶつの森                                                                          | 87分     | 志村錠児             | O.L.M                      |
| 2006年12月16日 | 劇場版 BLEACH MEMORIES OF NOBODY                                                             | 93分     | 阿部記之             | studioぴえろ               |
| 2006年12月23日 | 鉄コン筋クリート                                                                             | 111分    | マイケル・アリアス   | STUDIO 4℃                  |

## 2007年
| 公開年月日       | 作品名                                                                         | 上映時間 | 監督                                     | 制作                       |
| ---------------- | ------------------------------------------------------------------------------ | -------- | ---------------------------------------- | -------------------------- |
| 2007年2月17日    | ジョジョの奇妙な冒険 ファントムブラッド                                        | 90分     | 羽山淳一                                 | A.P.P.P                    |
| 2007年3月3日     | 秒速5センチメートル                                                            | 60分     | 新海誠                                   | コミックス・ウェーブ       |
| 2007年3月3日     | ONE PIECE エピソードオブアラバスタ 砂漠の王女と海賊たち                        | 90分     | 今村隆寛                                 | 東映アニメーション         |
| 2007年3月10日    | 映画 ドラえもん のび太の新魔界大冒険 〜7人の魔法使い〜                         | 112分    | 寺本幸代                                 | シンエイ動画               |
| 2007年3月17日    | 超劇場版 ケロロ軍曹2 深海のプリンセスであります!                               | 78分     | 佐藤順一（総監督）                       | サンライズ                 |
| 2007年3月17日    | 古墳ギャルのCoffy 〜桶狭間の戦い〜                                             | （不明） | FROGMAN                                  | 蛙男商会                   |
| 2007年3月17日    | ちびケロ ケロボールの秘密!?                                                    | 18分     | 近藤信宏                                 | サンライズ                 |
| 2007年3月17日    | 秘密結社鷹の爪 THE MOVIE 〜総統は二度死ぬ〜                                    | 70分     | FROGMAN                                  | DLE                        |
| 2007年3月21日    | オシャレ魔女 ラブandベリー しあわせのまほう                                    | 51分     | 望月智充                                 | トムス・エンタテインメント |
| 2007年3月21日    | 甲虫王者ムシキング スーパーバトルムービー 〜闇の改造甲虫〜                     | 51分     | 水崎淳平                                 | トムス・エンタテインメント |
| 2007年3月24日    | 銀河鉄道物語 〜忘れられた時の惑星〜                                            | 90分     | 大庭秀昭                                 | プラネット                 |
| 2007年3月31日    | 鉄人28号 白昼の残月                                                            | 95分     | 今川泰宏                                 | パルムスタジオ             |
| 2007年4月7日     | KIDDY GRADE I -IGNITION- 覚醒篇                                                | 90分     | 後藤圭二                                 | GONZO                      |
| 2007年4月21日    | いぬかみっ! THE MOVIE 特命霊的捜査官・仮名史郎っ!                              | 30分     | 草川啓造                                 | セブン・アークス           |
| 2007年4月21日    | キノの旅 the Beautiful World 病気の国 -For You-                                | 28分     | 中村隆太郎                               | シャフト                   |
| 2007年4月21日    | 映画 クレヨンしんちゃん 嵐を呼ぶ 歌うケツだけ爆弾!                             | 103分    | ムトウユージ                             | シンエイ動画               |
| 2007年4月21日    | 劇場版 灼眼のシャナ                                                            | 60分     | 渡部高志                                 | J.C.STAFF                  |
| 2007年4月21日    | 名探偵コナン 紺碧の棺                                                          | 107分    | 山本泰一郎                               | 東京ムービー               |
| 2007年4月28日    | 真救世主伝説 北斗の拳 ラオウ伝 激闘の章                                        | 90分     | 平野俊貴                                 | トムス・エンタテインメント |
| 2007年6月23日    | KIDDY GRADE II -MAELSTROM- 氾濫篇                                              | 80分     | 後藤圭二                                 | GONZO                      |
| 2007年7月7日     | Genius Party                                                                   | 101分    | 福島敦子、他                             | STUDIO 4℃                  |
| 2007年7月14日    | ホラーマンとホラ・ホラコ                                                       | 20分     | 日巻裕二                                 | 東京ムービー               |
| 2007年7月14日    | それいけ!アンパンマン シャボン玉のプルン                                       | 50分     | 矢野博之                                 | 東京ムービー               |
| 2007年7月14日    | 劇場版 ポケットモンスター ダイヤモンド&パール ディアルガVSパルキアVSダークライ | 95分     | 湯山邦彦                                 | OLM                        |
| 2007年7月21日    | ピアノの森                                                                     | 101分    | 小島正幸                                 | マッドハウス               |
| 2007年7月28日    | 河童のクゥと夏休み                                                             | 138分    | 原恵一                                   | シンエイ動画               |
| 2007年8月4日     | 劇場版 NARUTO-ナルト- 疾風伝                                                   | 97分     | 亀垣一                                   | studioぴえろ               |
| 2007年8月18日    | 大ちゃん、だいすき。                                                           | 80分     | 山本洋子、荻原露光（アニメーション監督） | タマ・プロダクション       |
| 2007年8月18日    | ベクシル 2077日本鎖国                                                          | 109分    | 曽利文彦                                 | OXYBOT                     |
| 2007年9月1日     | KIDDY GRADE III -TRUTH DAWN- 黎明篇                                            | 90分     | 後藤圭二                                 | GONZO                      |
| 2007年9月1日     | ヱヴァンゲリヲン新劇場版:序                                                    | 98分     | 庵野秀明（総監督）                       | スタジオカラー             |
| 2007年9月15日    | 劇場版 CLANNAD                                                                 | 94分     | 出崎統                                   | 東映アニメーション         |
| 2007年9月22日    | 劇場版 アクエリオン                                                            | 120分    | 河森正治                                 | サテライト                 |
| 2007年9月29日    | ストレンヂア 無皇刃譚                                                          | 102分    | 安藤真裕                                 | BONES                      |
| 2007年）10月20日 | EX MACHINA                                                                     | 105分    | 荒牧伸志                                 | デジタル・フロンティア     |
| 2007年11月10日   | 映画 Yes!プリキュア5 鏡の国のミラクル大冒険!                                   | 70分     | 長峯達也                                 | 東映アニメーション         |
| 200711月17日     | カフカ 田舎医者                                                                | 21分     | 山村浩二                                 | ヤマムラアニメーション     |
| 2007年12月1日    | 劇場版 空の境界 第一章 俯瞰風景                                                | 48分     | あおきえい                               | ufotable                   |
| 2007年12月15日   | えいがでとーじょー! たまごっち ドキドキ! うちゅーのまいごっち!?                | 88分     | 志村錠児                                 | OLM Team Kamei             |
| 2007年12月22日   | シナモン the Movie                                                             | 45分     | 杉井ギサブロー                           | マッドハウス               |
| 2007年12月22日   | .hack//G.U. TRILOGY                                                            | 93分     | 松山洋                                   | サイバーコネクトツー       |
| 2007年12月22日   | ねずみ物語 〜ジョージとジェラルドの冒険〜                                      | 53分     | 波多正美                                 | マッドハウス               |
| 2007年12月22日   | 劇場版 BLEACH The DiamondDust Rebellion もう一つの氷輪丸                       | 92分     | 阿部記之                                 | studioぴえろ               |
| 2007年12月29日   | 劇場版 空の境界 第二章 殺人考察（前）                                          | 58分     | 野中卓也                                 | ufotable                   |

## 2008年
| 公開年月日     | 作品名                                                                        | 上映時間 | 監督               | 制作                       |
| -------------- | ----------------------------------------------------------------------------- | -------- | ------------------ | -------------------------- |
| 2008年2月9日   | 劇場版 空の境界 第三章 痛覚残留                                               | 56分     | 小船井充           | ufotable                   |
| 2008年3月1日   | 超劇場版 ケロロ軍曹3 ケロロ対ケロロ天空大決戦であります!                      | 96分     | 佐藤順一（総監督） | サンライズ                 |
| 2008年3月1日   | 武者ケロ お披露目!戦国ラン星大バトル!!                                        | 11分     | 近藤信宏           |                            |
| 2008年3月1日   | ONE PIECE THE MOVIE エピソードオブチョッパー+ 冬に咲く、奇跡の桜              | 110分    | 志水淳児           | 東映アニメーション         |
| 2008年3月8日   | 映画 ドラえもん のび太と緑の巨人伝                                            | 112分    | 渡辺歩             | シンエイ動画               |
| 2008年3月25日  | ゲゲゲの鬼太郎 カランコロン3Dシアターじゃ                                     | （不明） |                    |                            |
| 2008年4月19日  | 映画 クレヨンしんちゃん ちょー嵐を呼ぶ 金矛の勇者                             | 93分     | 本郷みつる         | シンエイ動画               |
| 2008年4月19日  | 名探偵コナン 戦慄の楽譜                                                       | 115分    | 山本泰一郎         | 東京ムービー               |
| 2008年5月24日  | 劇場版 空の境界 第四章 伽藍の洞                                               | 50分     | 滝口禎一           | ufotable                   |
| 2008年5月24日  | 古墳ギャルのCoffy 〜12人と怒れる古墳たち〜                                    | 10分     | FROGMAN            | 蛙男商会                   |
| 2008年5月24日  | 秘密結社鷹の爪 THE MOVIE II 〜私を愛した黒烏龍茶〜                            | 98分     | FROGMAN            | DLE                        |
| 2008年7月12日  | ゲゲゲの鬼太郎 妖怪JAPANラリー3D                                              | 20分     |                    | 東映アニメーション         |
| 2008年7月12日  | それいけ!アンパンマン 妖精リンリンのひみつ                                    | 50分     | 永丘昭典           | 東京ムービー               |
| 2008年7月12日  | ヒヤ・ヒヤ・ヒヤリコとばぶ・ばぶ・ばいきんまん                                | 20分     | 矢野博之           | 東京ムービー               |
| 2008年7月19日  | 崖の上のポニョ                                                                | 101分    | 宮崎駿             | スタジオジブリ             |
| 2008年7月19日  | 劇場版 ポケットモンスター ダイヤモンド&パール ギラティナと氷空の花束 シェイミ | 96分     | 湯山邦彦           | OLM                        |
| 2008年8月2日   | スカイ・クロラ The Sky Crawlers                                               | 122分    | 押井守             | Production I.G             |
| 2008年8月2日   | 劇場版 NARUTO-ナルト- 疾風伝 絆                                               | 93分     | 亀垣一             | studioぴえろ               |
| 2008年8月10日  | つみきのいえ                                                                  | 12分     | 加藤久仁生         |                            |
| 2008年8月16日  | 劇場版 空の境界 第五章 矛盾螺旋                                               | 115分    | 平尾隆之           | ufotable                   |
| 2008年9月6日   | 劇場版 天元突破グレンラガン 紅蓮篇                                            | 113分    | 今石洋之           | GAINAX                     |
| 2008年9月20日  | 星のカービィ〜特別編〜 倒せ!!甲殻魔獣エビゾウ                                 | （不明） |                    |                            |
| 2008年10月4日  | 真救世主伝説 北斗の拳ZERO ケンシロウ伝                                        | 90分     | 平野俊貴           | トムス・エンタテインメント |
| 2008年10月11日 | Genius Party Beyond                                                           | 89分     | 前田真宏、他       | STUDIO 4℃                  |
| 2008年10月18日 | biohazard DEGENERATION                                                        | 98分     | 神谷誠             | デジタル・フロンティア     |
| 2008年10月18日 | HELLS ANGELS                                                                  | 117分    | 山川吉樹           | マッドハウス               |
| 2008年11月8日  | 映画 Yes!プリキュア5GoGo! お菓子の国のハッピーバースディ♪                     | 70分     | 長峯達也           | 東映アニメーション         |
| 2008年11月8日  | ちょ〜短編 プリキュアオールスターズ GoGoドリームライブ                        | 5分      | 大塚隆史           | 東映アニメーション         |
| 2008年11月15日 | パッテンライ!! 〜南の島の水ものがたり〜                                       | 90分     | 石黒昇             | 虫プロダクション           |
| 2008年12月13日 | 劇場版 BLEACH Fade to Black 君の名を呼ぶ                                      | 94分     | 阿部記之           | studioぴえろ               |
| 2008年12月13日 | 劇場版 MAJOR 友情の一球                                                       | 80分     | 加戸誉夫           | XEBEC                      |
| 2008年12月20日 | 劇場版 空の境界 第六章 忘却録音                                               | 60分     | 三浦貴博           | ufotable                   |
| 2008年12月20日 | 劇場版 ゲゲゲの鬼太郎 日本爆裂!!                                              | 75分     | 古賀豪             | 東映アニメーション         |
| 2008年12月20日 | 映画! たまごっち うちゅーいちハッピーな物語!?                                 | 89分     | 志村錠児           | OLM Team Kamei             |

## 2009年
| 公開年月日     | 作品名                                                                  | 上映時間  | 監督                 | 制作                                         |
| -------------- | ----------------------------------------------------------------------- | --------- | -------------------- | -------------------------------------------- |
| 2009年1月10日  | ピューと吹く!ジャガー いま、吹きにゆきます                              | 78分      | FROGMAN              |                                              |
| 2009年1月17日  | 装甲騎兵ボトムズ ペールゼン・ファイルズ 劇場版                          | 110分     | 高橋良輔             | サンライズ                                   |
| 2009年1月31日  | チョコレート・アンダーグラウンド ぼくらのチョコレート戦争               | 87分      | 浜名孝行             | Production I.G                               |
| 2009年3月7日   | ケロ0 出発だよ! 全員集合!!                                              | 17分      | 近藤信宏             | サンライズ                                   |
| 2009年3月7日   | 超劇場版 ケロロ軍曹 撃侵ドラゴンウォリアーズであります!                 | 78分      | 佐藤順一（総監督）   | サンライズ                                   |
| 2009年3月7日   | 映画 ドラえもん 新・のび太の宇宙開拓史                                  | 98分      | 腰繁男               | シンエイ動画                                 |
| 2009年3月20日  | 映画 プリキュアオールスターズDX みんなともだちっ☆奇跡の全員大集合!      | 70分      | 大塚隆史             | 東映アニメーション                           |
| 2009年4月18日  | 映画 クレヨンしんちゃん オタケベ!カスカベ野生王国                       | 96分      | しぎのあきら         | シンエイ動画                                 |
| 2009年4月18日  | 天上人とアクト人最後の戦い                                              | 83分      | 木上益治             | 京都アニメーション                           |
| 2009年4月18日  | 名探偵コナン 漆黒の追跡者                                               | 110分     | 山本泰一郎           | 東京ムービー                                 |
| 2009年4月25日  | 交響詩篇エウレカセブン ポケットが虹でいっぱい                           | 115分     | 京田知己（総監督）   | ボンズ                                       |
| 2009年4月25日  | 劇場版 天元突破グレンラガン 螺巌篇                                      | 127分     | 今石洋之             | GAINAX                                       |
| 2009年6月13日  | 宮本武蔵 -双剣に馳せる夢-                                               | 72分      | 西久保瑞穂           | Production I.G                               |
| 2009年6月27日  | ヱヴァンゲリヲン新劇場版:破                                             | 108分     | 庵野秀明（総監督）   | スタジオカラー                               |
| 2009年7月4日   | それいけ!アンパンマン だだんだんとふたごの星                            | 50分      | 川越淳               | 東京ムービー                                 |
| 2009年7月4日   | ばいきんまんVSバイキンマン!?                                            | 20分      | 矢野博之             | トムス・エンタテインメント                   |
| 2009年7月18日  | 劇場版 ポケットモンスター ダイヤモンド&パール アルセウス 超克の時空へ   | 97分      | 湯山邦彦             | OLM                                          |
| 2009年8月1日   | サマーウォーズ                                                          | 114分     | 細田守               | マッドハウス                                 |
| 2009年8月1日   | 劇場版 NARUTO-ナルト- 疾風伝 火の意志を継ぐ者                           | 95分      | むらた雅彦           | studioぴえろ                                 |
| 2009年8月8日   | 劇場版 空の境界 第七章 殺人考察（後）                                   | 119分     | 瀧沢進介             | ufotable                                     |
| 2009年8月22日  | CENCOROLL                                                               | 30分      | 宇木敦哉             | シンク、uki partners LLP                     |
| 2009年8月22日  | 8月のシンフォニー -渋谷2002〜2003                                       | 118分     | 西澤昭男             | ワオ・コーポレーション                       |
| 2009年8月22日  | ホッタラケの島 〜遥と魔法の鏡〜                                         | 98分      | 佐藤信介             | Production I.G                               |
| 2009年8月22日  | 劇場版 ヤッターマン 新ヤッターメカ大集合! オモチャの国で大決戦だコロン! | 94分      | 笹川ひろし（総監督） | タツノコプロ                                 |
| 2009年8月29日  | 星に願いを -Fantastic Cat-                                              | 40分      | 市川量也             | バーナムラボラトリー                         |
| 2009年9月19日  | 劇場版 デュエル・マスターズ 黒月の神帝                                  | 71分      | 鈴木輪流郎（総監督） | 小学館ミュージック&デジタル エンタテイメント |
| 2009年9月19日  | 劇場版 ペンギンの問題 幸せの青い鳥でごペンなさい                        | 24分      | 神谷純               |                                              |
| 2009年9月26日  | 東のエデン Air Communication                                            | 123分     | 神山健治             | Production I.G                               |
| 2009年10月3日  | きかんしゃ やえもん                                                     | 30分      | 貝澤幸男             | 東映アニメーション                           |
| 2009年10月3日  | Tales of Vesperia 〜The First Strike〜                                  | 110分     | 亀井幹太             | Production I.G                               |
| 2009年10月17日 | 仏陀再誕                                                                | 114分     | 石山タカ明           | グループ・タック                             |
| 2009年10月31日 | 映画 フレッシュプリキュア! おもちゃの国は秘密がいっぱい!?               | 70分      | 志水淳児             | 東映アニメーション                           |
| 2009年11月21日 | マイマイ新子と千年の魔法                                                | 93分      | 片渕須直             | マッドハウス                                 |
| 2009年11月21日 | 劇場版 マクロスF 虚空歌姫 〜イツワリノウタヒメ〜                        | 120分     | 河森正治             | サテライト、エイトビット                     |
| 2009年11月28日 | 東のエデン 劇場版I The King of Eden                                     | 82分      | 神山健治             | Production I.G                               |
| 2009年12月12日 | AFRO SAMURAI RESURECTION                                                | 100分     | 木﨑文智             | GONZO                                        |
| 2009年12月12日 | 宇宙戦艦ヤマト 復活篇                                                   | 135分     | 西崎義展             | エナジオ                                     |
| 2009年12月12日 | 人間失格                                                                | 89分      | 浅香守生             | マッドハウス                                 |
| 2009年12月12日 | ONE PIECE FILM STRONG WORLD                                             | 113分     | 境宗久               | 東映アニメーション                           |
| 2009年12月19日 | 映画 レイトン教授と永遠の歌姫 THE ETERNAL DIVA                          | 99分      | 橋本昌和             | P.A.WORKS、OLM                               |
| 2009年12月23日 | よなよなペンギン                                                        | 88分      | りんたろう           | マッドハウス                                 |
| ←1990年代      | ↑目次                                                                   | 2010年代→ | 2010年代→            | 2010年代→                                    |